# Брена (Комо)
Брена (итал. Brenna) је насеље у Италији у округу Комо, региону Ломбардија.
Према процени из 2011. у насељу је живело 1422 становника. Насеље се налази на надморској висини од 358 м.

## Становништво
| 1931. | 1936. | 1951. | 1961. | 1971. | 1981. | 1991. | 2001. | 2011. |
| ----- | ----- | ----- | ----- | ----- | ----- | ----- | ----- | ----- |
| 1.060 | 1.098 | 1.144 | 1.283 | 1.354 | 1.474 | 1.686 | 1.817 | 2.011 |